# Yelicones contractus
Yelicones contractus är en stekelart som beskrevs av Papp 1991. Yelicones contractus ingår i släktet Yelicones och familjen bracksteklar. Inga underarter finns listade i Catalogue of Life.